# 堅尼地城社區綜合大樓
堅尼地城社區綜合大樓（英語：Kennedy Town Community Complex），位處於香港西環堅尼地城石山街12號，樓高15層，毗連士美非路市政大廈和已拆卸的堅尼地城游泳池原址，在2006年落成，在2007年正式啟用。總承建商為有利建築有限公司。
大樓內的設施包括超級數碼中心（原設於廣東道政府合署）、會議室、多用途活動室、設有200個停車位的公眾停車場（3樓至9樓），亦設有民政事務總署的中西區民政事務處大廈管理聯絡小組的辦事處（11樓）、黃光漢社區中心（13樓B室）等，還包括已於2006年8月21日啟用的堅尼地城郵政局（位處於大樓地下）。大樓內還有其他政府部門的辦事處，包括郵政署郵件查詢組（12樓）、環境保護署的堅尼地城環保展覽角（1樓），以及衛生署的牙科診所（10樓）。
大樓屬多層實用建築，外牆以藍色的玻璃幕牆和黃色的磁磚組成。
港鐵港島綫堅尼地城站B出入口設在大樓的東面。

## 交通

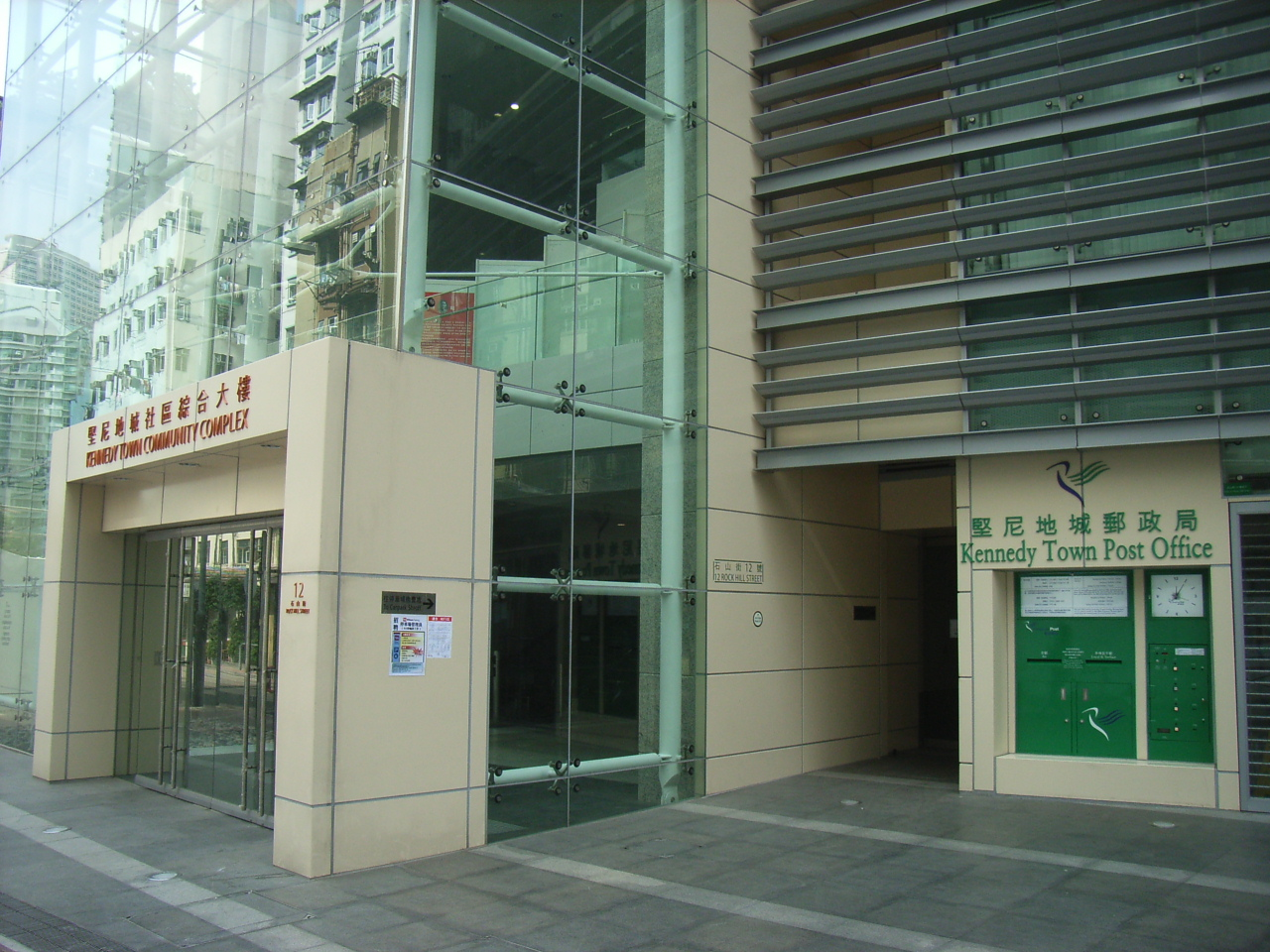
堅尼地城社區綜合大樓入口，旁為堅尼地城郵政局
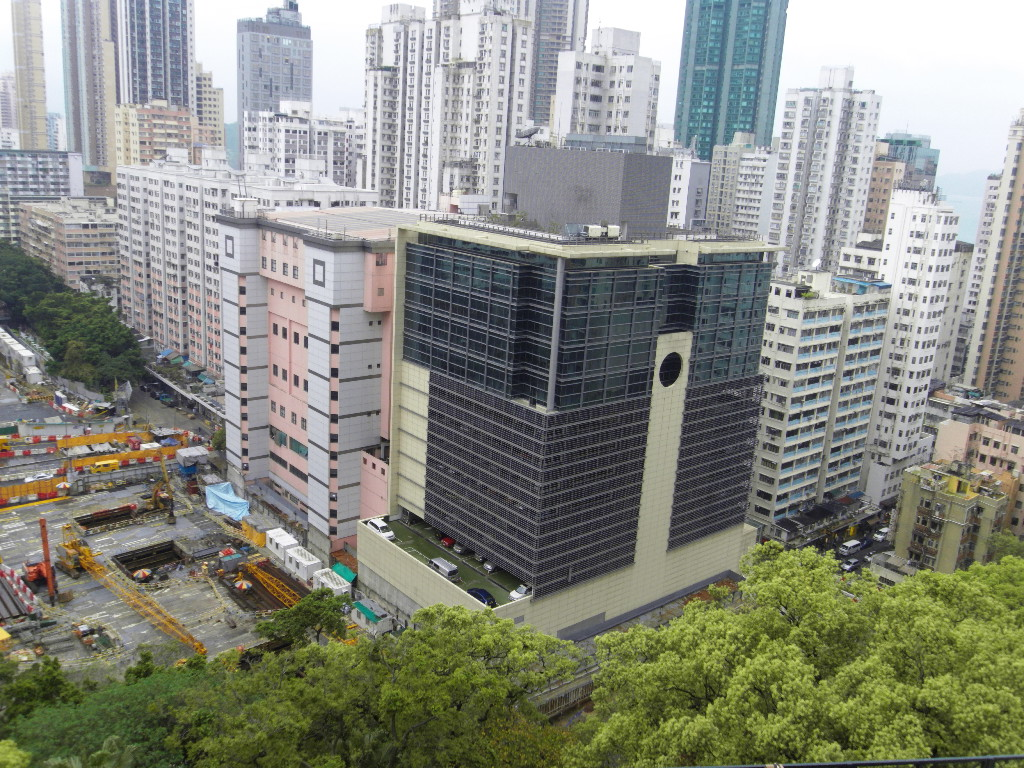
遠望堅尼地城社區綜合大樓

## 外部連結
- 堅尼地城社區綜合大樓地圖 （页面存档备份，存于）
- 堅尼地城郵政局遷址 （页面存档备份，存于）